# Susanne Graf
Susanne Graf (Berlim, 15 de agosto de 1992) é uma política da Alemanha, filiada ao Partido Pirata da Alemanha. Nas eleições estaduais de Berlim em 18 de setembro de 2011, foi eleita novo membro do parlamento.